# Sanctifica
Sanctifica fue una banda sueca de unblack metal, formada en el año 1996 y que se separó en el año 2003. Luego de lanzar su EP In the Bleak Midwinter en el año 1997, fueron considerados una de las bandas líderes del black metal cristiano a principios del año 2000 con su álbum Spirit of Purity. Firmaron con la discográfica sueca Rivel Records y con la finlandesa Little Rose Productions, la banda cambió su estilo a progressive death metal en su segundo álbum, Negative B. Hicieron un tour a través de Escandinavia para apoyar ese álbum, tocando en algunos de los mejores clubes de rock de grandes ciudades. Hubertus Liljegren se unió a Crimson Moonlight mientras que el resto de la banda formó un grupo de rock llamado As A reminder.

## Biografía
En el año 1996, Hubertus Liljegren (guitarrista) y Daniel Thelin (baterista) formaron Sanctifica, a ellos se les unió Alexander Orest. En un principio, la banda tocaba death metal hasta que Alexander le cedió el bajo a Jonathan Jansson y comenzó a tocar el teclado, tomando así un sonido más similar al del black metal.
A finales del año 1997, Sanctifica grabó una cinta demo llamada In the Bleak Midwinter, la cual presentaba black metal escandinavo y fue lanzada a principios del año 1998. Luego de eso Henrik Georgsson se unió a la banda como un segundo guitarrista.
Al llegar el año 1999, Alexander fue reemplazado por Aron Engberg. El sonido de la banda cambió de black metal atmosférico a black metal caótico. Sanctifica fue a Studio Berghen a grabar su primer álbum, producido por el ingeniero en sonido, Mick Nordström.
El álbum de su debut, Spirit of Purity, fue lanzado en marzo del año 2000 a través de Little Rose Productions y Rivel Records (conocidos en aquel entonces como C.L. Music & Publishing). Luego de su lanzamiento, Santifica realizó conciertos en Suecia, Noruega y Finlandia.
Al llegar el año 2001, la banda dejó su estilo de black metal y evolucionó hacia un death metal progresivo más experimental. Más tarde ese año, Sanctifica entró a un estudio a grabar Negative B, un álbum conceptual producido por el virtuoso guitarrista, Carl Johan Grimmark. La banda grabó el álbum en 4 meses y lo lanzó en marzo del año 2002.
Durante los conciertos que siguieron el lanzamiento del álbum, Björn Isacsson tocó todas las partes de guitarra por algún tiempo, dejando a Hubertus concentrarse en la voz. En mayo, David Seiving de Crimson Moonlight se unió como vocalista y Hubertus se concentró en la guitarra. Sanctifica tocó en un buen número de conciertos en distintos festivales de Escandinavia durante el verano del año 2002. Algunos conciertos contaron con la participación de la bailarina Lovisa Lindström.
Al inicio de octubre, Sanctifica realizó un tour en Finlandia, tocando en clubes de rock de Turku, Helsinki y Jyväskylä. Luego de eso, Hubertus dejó la banda.
Sanctifica se separó en el año 2003. Hubertus Liljegren se unió a Crimson Moonlight, mientras que el resto de la banda formó un grupo llamado As a reminder.

## Estilo
Evolucionando de sus raíces de death metal hacia el black metal, su música al inicio es caracterizada por riffs de trémolo técnicos y melódicos, gritos de rango medio y guturales altos, teclados sinfónicos, fríos y caóticos paisajes sonoros, oscuras mezclas de batería con arreglos de tempos bajos hacia altos. El estilo escuchado en Negative B tiene estructuras poco convencionales en sus canciones, sonidos experimentales de aplausos, ringtones de celular y sonidos de cable por mencionar algunos, un riff técnico muy elaborado. Las vocales en ese álbum fueron dominadas por una voz limpia que a veces incorpora la voz gutural de Hubertus. Sanctifica no adaptó el estilo visual del black metal, prefiriendo verse como se ven cada día.

## Recepción
Su primer EP, In the Bleak Midwinter, recibió críticas positivas. Spirit of Purity fue bastante bien recibido, ganando críticas muy positivas de algunos que lo consideran "una obra maestra". Sin embargo a la banda pronto se le tildó de "ser un clon de Emperor" debido a algunas similitudes en el sonido. El álbum fue criticado por su estilo demasiado caótico, falta de memorabilidad y mala mezcla de batería. Negative B obtuvo malas críticas por su entidad bizarra: varios críticos lo consideraron único
y por momentos "brillante", pero algunos críticos consideraron que el estilo del álbum carecía de balance y enfoque. Alegando que a las canciones de la segunda mitad del álbum les hacía falta una estructura apropiada. Sin embargo fue aclamado por su proeficiencia musical técnica.

## Discografía
- In the Bleak Midwinter (1997)
- Spirit of Purity (2000)
- Negative B (2002)

## Miembros

### Exintegrantes
- Hubertus Liljegren  - guitar, vocals
- Daniel Thelin - drums
- Alexander Orest  - keyboards, bass
- Jonathan Jansson  - bass
- Henrik Georgsson - guitar
- Aron Engberg  - keyboards
- David Seiving  - vocals